# Blonde (album de Cœur de pirate)
Pour les articles homonymes, voir Blonde.
Albums de Cœur de pirate
Cœur de pirate
(2008) Trauma
(2014)
Singles
1. Adieu
Sortie : 12 septembre 2011
2. Golden Baby
Sortie : février 2012
3. Place de la République
Sortie : 9 janvier 2013

Blonde est le second album de la chanteuse québécoise Cœur de pirate, sorti le 7 novembre 2011 au Canada et le 14 novembre 2011 dans le reste du monde. La tournée promotionnelle a débuté le 8 novembre 2011, à Montréal pour le concert d'ouverture. L'album est sorti en trois éditions : standard, digipack et collector (au format livret avec deux chansons bonus).

## Historique

### Contexte
Le premier album éponyme de Cœur de pirate s'est écoulé à plus de 700 000 exemplaires de le monde, dont environ 500 000 en France et 100 000 au Québec. Après ce succès, sans arrêter Cœur de pirate, Béatrice Martin se consacre à « un projet en anglais », Armistice, avec Jay Malinowski, qui était alors son petit ami.

### Écriture et enregistrement
Dès la sortie de son premier album, Cœur de Pirate entame l'écriture d'un nouvel album. En effet, durant sa tournée, les trente minutes de Cœur de Pirate ne sont pas suffisantes. Elle se met donc à écrire de nouveaux titres. L'album est enregistré entre janvier et août 2011 L'artiste révèle qu'elle a vécu la création de ce second opus avec beaucoup de stress. Elle avait peur de décevoir son public et qu'il ne se retrouve pas autant dans cet album que dans le précédent.
Béatrice Martin a coproduit Blonde avec le montréalais Howard Bilerman (en), notamment connu pour avoir travaillé avec Arcade Fire. L'album (excepté un titre) a été enregistré dans son studio de Montréal, le Hotel2Tango (en). L'artiste québécoise a choisi Bilerman pour son expérience dans le domaine de la musique folk. Dans une interview au Montreal Mirror, Béatrice Martin salue son rôle dans la réalisation de Blonde, sans quoi l'album n'aurait pas été le même,. Cœur de Pirate a également collaboré avec Michael Rault, auteur-compositeur originaire d'Edmonton, pour parvenir à un son davantage « sixties ».

## Caractéristiques artistiques

### Titre et pochette
Le titre de l'album, « blonde », signifie « copine » ou « petite-amie » au Québec.
La pochette représente le visage de Cœur de pirate de profil, en noir et blanc, avec des formes géométriques dorées par-dessus. Elle a été réalisée par la designer Catherine D'Amours, du collectif Pointbarre, qui avait pour but de retranscrire l'univers vintage et rétro de l'album.

## Accueil

### Accueil critique
Pour Déborah Laurent de 7sur7, le rythme « plus enlevé » de l'album constitue le principal changement, avec moins de piano et plus de musique pop des sixties. L'album, court mais efficace, laisse « une petite impression de trop peu » qui incite à le réécouter. Elle note que si Blonde contient « quelques pépites et [il] a aussi quelques faiblesses ». Kate Herchuez du Figaro félicite la chanteuse qui « en a fini de se lamenter et devient plus insolente et incisive », en particulier sur le single Adieu.
D'autres critiques s'avèrent plutôt mitigées. Ainsi, dans L'Express, Gilles Médioni regrette quelques flottements dans un album  pourtant« léger et joliment produit ». Pour Valérie Lehoux de Télérama les textes de l'album « n'accrochent guère » même si elle concède que les refrains sont « efficaces ». Plusieurs critiques musicaux pointent du doigt l'accent de la chanteuse québécoise « pas simple à saisir », qui rend parfois la lecture du livret nécessaire pour comprendre les textes.

### Accueil commercial
L'album se classe 1er sur les iTunes canadiens et français en 2011.
L'album entre en 17e position dans les charts français. La semaine suivante, Blonde atteint la cinquième place du classement des ventes d'albums. Il redescend aux 11e puis 19e places avant de quitter le top 20 le 10 décembre 2011. À la même période, l'album devient disque de platine, s'étant vendu à plus de 100 000 exemplaires. En Belgique francophone, Blonde entre en sixième position des ventes d'albums en novembre 2011. Il atteint deux semaines plus tard la seconde marche du classement et reste jusqu'en mars 2012 dans le top 20 de l'Ultratop. Comme en France, l'album s'assure une place dans les 100 albums les plus vendus jusqu'à la mi-septembre 2012. Dans la partie flamande du pays, l'album connaît moins de succès puisqu'il entre à la 72e place avant de sortir du top en janvier 2012. En Suisse, Blonde arrive en 25e position dans le hit parade. Le disque quitte le classement des meilleures ventes d'albums au bout de huit semaines. L'album se classe également une semaine à la 62e place des charts autrichiens.

## Liste des titres
| 1.    | Lève les voiles                              | Howard Bilerman | 1:12 |
| 2.    | Adieu                                        | Julien Delfaud  | 2:27 |
| 3.    | Danse et danse                               | Eric Cheng      | 3:10 |
| 4.    | Golden Baby                                  | Pierrick Devin  | 3:07 |
| 5.    | Ava                                          | Bruno Dejarnac  | 3:16 |
| 6.    | Loin d'ici (en duo avec Sam Roberts)         | Howard Bilerman | 2:43 |
| 7.    | Les Amours dévouées                          | Howard Bilerman | 2:27 |
| 8.    | Place de la République                       | Bruno Dejarnac  | 4:11 |
| 9.    | Cap Diamant                                  | Howard Bilerman | 2:43 |
| 10.   | Verseau                                      | Eric Cheng      | 3:53 |
| 11.   | Saint-Laurent                                | Howard Bilerman | 3:14 |
| 12.   | La Petite Mort                               | Howard Bilerman | 3:49 |
| 13.   | Hôtel Amour (Bonus de l'édition collector)   | Howard Bilerman | 2:18 |
| 14.   | Prince Arthur (Bonus de l'édition collector) | Howard Bilerman | 3:06 |
| 36:12 |                                              |                 |      |

## Crédits
- Béatrice Martin - voix, orgue, piano, Rhodes, autoharpe, synthetiseur
- Les Petits Chanteurs de Laval et Les Voix Boréales - chœurs
- Sam Roberts - voix
- Michael Rault - guitare (électrique & acoustique), basse, Rhodes, Farfisa, percussions, claps, harmonica, soupirs
- Renaud Bastien - guitare (électrique & acoustique), claps, orgue, lap-steel, percussions
- Emmanuel Ethier - guitare électrique, violon
- Julien Blais - batterie, percussions
- Alexandre "Père" Gauthier - basse, contrebasse
- Eric Cheng - orgue
- Benjamin Lebeau - claviers, piano, programmation
- Antoine Boistelle - basse, batterie
- Colin Stetson - saxophone (baryton, ténor, basse), cor français, cornet
- Joe Grass - pedal steel
- Basia Bulat - autoharpe
- Philippe Melanson - batterie
- Sébastien Pellerin - contrebasse
- Marc Papillon - guitare électrique
- Quatuor Molinari - violons, alto, violoncelle
- Howard Bilerman - Caisse claire additionnelle

## Classements et certifications

### Classements
| Pays          | Chart              | Meilleure position | Total semaine | Réf    |
| ------------- | ------------------ | ------------------ | ------------- | ------ |
| France        | SNEP               | 5                  | 3             | [ 12 ] |
| Belgique (FR) | Ultratop           | 2                  | 38            | [ 14 ] |
| Belgique (NL) | Ultratop           | 72                 | 4             | [ 15 ] |
| Suisse        | Swiss Music Charts | 25                 | 8             | [ 16 ] |
| Autriche      | Ö3 Austria Top 40  | 62                 | 1             | [ 17 ] |

### Certifications
| Pays   | Association | Certification | Ventes/Équivalence |
| ------ | ----------- | ------------- | ------------------ |
| France | SNEP        | 2x platine    | 200 000            |